# سی و هشتمین دوره کتاب سال جمهوری اسلامی ایران
مراسم سی و هشتمین کتاب سال جمهوری اسلامی ایران در بهمن ۱۳۹۹ در تهران برگزار  شد.    
برگزیدگان
کلیات
دایره‌المعارف‌ها و فرهنگنامه‌ها
- دانشنامه فرهنگ مردم ایران، تألیف گروه نویسندگان.

فلسفه و روان‌شناسی
فلسفه غرب
- تناهی استعلایی: پژوهشی درباره هستی‌شناسی بنیادین هایدگر، تألیف احمد رجبی.

دین
حدیث
- مصباح السالکین لنهج‌البلاغه من کلام امیر المؤمنین علیه‌السلام، تألیف کمال‌الدین میثم بن علی بن میثم البحرانی.

سیره معصومین و اصحاب
- سیر تدوین و تطور صحابه‌نگاری، تألیف محمدرضا هدایت‌پناه.

زبان
زبان فارسی
- فرهنگ زبان‌آموز پیشرفته فارسی، تألیف سیدمصطفی عاصی.

علوم خالص
شیمی
- شیمی پپتید: مبانی، سنتز و کاربردها، تألیف سعید بلالایی، فرهاد گل‌محمدی و پگاه شاکری.

علوم کاربردی
دامپزشکی
- خون‌شناسی دامپزشکی، تألیف محمد حیدرپور. 
-مروری فشرده بر میکروب‌شناسی دامپزشکی، تألیف پی. ج. کوئین، بی. کی. مارکی، اف. سی. لئونارد، ای. اس. فیتزپاتریک و اس. فنینگ، ترجمه پژمان محمودی‌کوهی و عبدالمجید محمدزاده.

هنر
موسیقی
- فرهیختگی در محیط مردمی: غزل‌خوانی تهرانی و بسترهای فرهنگی ـ اجتماعی آن، تألیف ساسان فاطمی.

ادبیات
متون قدیم
- ریاض الملوک فی ریاضات السلوک، ترجمه و انشای نظام‌الدین شامی، تصحیح بهروز ایمانی.

تاریخ و جغرافیا
مستندنگاری
به‌صورت مشترک:
- فرکانس 1160؛ اینجا آبادان؛ صدای مقاومت و ایستادگی، نوشتة فضل‌الله صابری.
- گوهر صبر: خاطرات گوهرالشریعة دستغیب، نوشتة طیبه پازوکی.

منتخب بخش سپاس:
مؤسسة علمی و فرهنگی دارالحدیث

منتخب شخصیت علمی:
دکتر رسول جعفریان

## دبیر
محمدعلی مهدوی راد از سوی وزیر ارشاد به‌عنوان دبیر دوره سی‌وهشتم منصوب شده‌است.

## اعضای هیئت علمی
- ایوب دهقانکار
- محمود کمره‌ای
- جواد محقق
- رضا مختاری
- اسماعیل بنی اردلان
- محمدجواد مرادی‌نیا
- فریبرز خسروی
- مرتضی ایزدی
- رضا اکبری
- رسول جعفریان
- حسین میرزایی
- حسین یکتا
- مریم حسینی[۱]